# 5706 Finkelstein
5706 Finkelstein eller 1971 SS1 är en asteroid i huvudbältet som upptäcktes den 23 september 1971 av Krims astrofysiska observatorium på Krim. Den har fått sitt namn efter Andrej Michailovitj Finkelsjtejn.
Asteroiden har en diameter på ungefär fjorton kilometer och tillhör asteroidgruppen Themis.